# Dziś, jutro, pojutrze

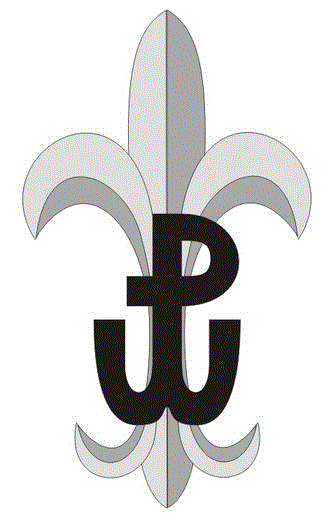
Lilijka z kotwicą – znak Szarych Szeregów

Dziś, jutro, pojutrze (także „piątek – sobota – niedziela”) – program ideowy realizowany przez Szare Szeregi w latach 1939–1945 podczas niemieckiej okupacji w Polsce.

## Założenia programowe
Podstawową zasadą programu było wychowanie przez walkę. Program został sprecyzowany przez Aleksandra Kamińskiego w koncepcji Dziś – jutro – pojutrze i miał na celu wychowanie polskiej młodzieży w okresie okupacji niemieckiej w ideałach braterstwa i służby. Program realizowany był wobec młodzieży zorganizowanej w szeregach Zawiszy (w wieku 12-14 lat), Bojowych Szkół (w wieku 15-17 lat) oraz Grup Szturmowych (powyżej 18 lat).
- „Dziś” – oznaczało bieżącą walkę zbrojną, działanie w konspiracji, mały sabotaż i dywersję jak wysadzanie mostów, pociągów, odbijanie więźniów, a także wykonywanie wyroków na Niemcach oraz ich kolaborantach realizowane przez Grupy Szturmowe.
- „Jutro” – oznaczało przygotowania do otwartej jawnej walki zbrojnej z okupantem w ogólnonarodowym powstaniu kończącym okupację. Do zadań na „Jutro” należały szkolenia wojskowe, takie jak „KDK” (Kurs Dowódców Kompanii), „Agrykola” (kurs podchorążych), a także wszelkie szkolenia saperskie, motorowe czy spadochronowe.
- „Pojutrze” – oznaczało pracę w wolnej Polsce oraz odbudowę zniszczonego kraju po wojnie. Temu celowi służyła nauka w ramach tajnych kompletów w podziemnych szkołach, obejmująca nauczanie od gimnazjum do studiów wyższych, przygotowująca młodzież do odbudowy wolnej Polski. Szczególny nacisk kładziono na kształcenie na kierunkach technicznych i administracyjnych. Szare Szeregi miały wykształcić powojenną elitę przywódczą, która mogłaby pokierować krajem.

W ramach programu organizowano również tzw. "Akcję M", której celem było wsparcie wychowawcze dla młodzieży niezorganizowanej w Szarych Szeregach oraz próba ochrony osieroconych dzieci przed demoralizacją.